# Billaea lata
Billaea lata là một loài ruồi trong họ Tachinidae.